# Jon Favreau
Jonathan Kolia Favreau, ameriški režiser, producent, scenarist in filmski igralec, * 19. oktober 1966 New York City, ZDA.  
Kot igralec je Favreau nastopil v filmih, kot so Rudy (1993), PCU (1994), Svingerji (1996), Totalni pokvarjenci (1998), Zadnji udarec (1998), Nadomestni igralci (2000), Daredevil (2003), Greva narazen (2006), Božič na kvadrat (2008), Počitnice za odrasle (2009), Stari, rad te imam (2009), Ljudje kot mi (2012), Volk z Wall Streeta (2013) in Šef (2014).
Kot filmski ustvarjalec je Favreau pomembno sodeloval pri ustvarjanju filmov, povezanih z Marvelovim filmskim vesoljem. Režiral, produciral in nastopil je kot Happy Hogan v filmih Iron Man (2008) in Iron Man 2 (2010). Bil je tudi izvršni producent in je tudi nastopil kot Happy Hogan v filmih Maščevalci (2012), Iron Man 3 (2013), Maščevalci: Ultronova doba (2015), Spider-Man: Vrnitev domov (2017), Maščevalci: Brezmejna vojna (2018), Maščevalci: Zaključek (2019), Spider-Man: Daleč od doma (2019), Spider-Man: Ni poti domov (2021) in Deadpool in Wolverine (2024).
Režiral je tudi filme Škrat (2003), Zathura: Vesoljska avantura (2005), Kavboji in vesoljci (2011), Šef (2014), Knjiga o džungli (2016), Levji Kralj (2019) in The Mandalorian & Grogu (2026). V zadnjem času je Favreau znan po svojem delu pri franšizi Vojna zvezd z Davom Filonijem, pri ustvarjanju izvirne serije Disney+ The Mandalorian (2019–2023), ki jo je Filoni pomagal razviti, oba pa sta bila izvršna producenta. Poleg Filonija deluje kot izvršni producent pri vseh oddajah serije, vključno z The Book of Boba Fett, Ahsoka in Skeleton Crew. Producira filme svoje produkcijske hiše Fairview Entertainment, predstavil pa je tudi varietejsko serijo Večerja za pet in kuharsko serijo Šefov šov.